# ザ・マスミサイル
ザ・マスミサイルは、日本のポップバンドでもある。

## 来歴
2000年9月に、高木芳基、渡部勝敏、渡部貴彦、新田洋輔、広瀬ジロウの5人で「ザ・マスミサイル」を結成した。その後、2001年11月にドラムの広瀬ジロウが脱退したが、2002年7月に他のバンドで活動していた竹村忠臣をメンバーが口説きドラムとして迎え入れた。しかし、2007年3月31日に渡部勝敏、渡部貴彦、竹村忠臣が脱退し、2人組のロックバンドとして活動していた。
2007年12月15日に、G.菅野康治 Dr.中野誠一 Key.高橋康宏を迎え入れ、新生ザ・マスミサイルとして活動開始するが、2009年にG.菅野康治、2011年に Key.高橋康宏が脱退。
現在はG.前川真吾、Key.白石安広を迎え、5人組ロックバンドとして活動中。
配信限定シングル「おはよう」は、参政党のテーマソングとして採用されている。理由としては高木芳基の友人である神谷宗幣参政党代表が高木に曲の制作依頼をしたからである。それ以降も高木本人明記で参政党のテーマソングを制作及び歌手として手掛けている。

## メンバー
- 高木芳基（たかぎ よしき 1977年6月7日 - ） - ボーカル・ハープ（ブルースハーモニカ）担当。

愛称は「よっくん」。香川県出身。岡山理科大学卒業。血液型：B型。身長：172cm。
高校時代、マキシマム ザ ホルモンのメンバーであるダイスケはんとバンドを組んでいたことがある。
- 新田洋輔（にった ようすけ 1979年7月24日 - ） - ベース・コーラス担当。

愛称は「ようすけ」または「よーすけさん」。宮城県出身。血液型：B型。
- 中野誠一（なかの せいいち 1980年8月4日 - ） - ドラム・コーラス担当。

愛称は「せいいち」または「なかせい」。東京都出身。血液型：O型。趣味はゲーム・カラオケ・高尾山
- 前川真吾（まえかわ　しんご 1983年7月16日 - ） - ギター・コーラス担当。

愛称は「しんご」または「まえしん」。東京都出身。血液型：O型。趣味はアウトドア
- 白石安広（しらいし　やすひろ 1982年9月25日 - ） - ピアノ・オルガン・コーラス担当。

愛称は「しーら」。高知県出身。血液型：A型。

### 元メンバー
- 広瀬ジロウ - ドラム・コーラス担当。

- 渡部勝敏（わたべ かつとし 1980年3月25日 - ） - ギター・コーラス担当。

愛称は「かっちゃん」。宮城県出身。渡部貴彦の実の弟。血液型：O型。身長：175cm。
- 渡部貴彦（わたなべ たかひこ 1978年4月25日 - ） - ピアノ・オルガン・コーラス担当。

愛称は「あんちゃん」。宮城県出身。渡部勝敏の実の兄。血液型：A型。身長：177cm。
- 竹村忠臣（たけむら ただおみ 1980年7月5日 - ） - ドラム・コーラス担当。

愛称は「竹ちゃん」。千葉県出身。血液型：A型。身長：187.5cm。
- 菅野康治（かんの　こうじ 1986年8月14日 - ） - ギター・コーラス担当。

愛称は「こうじ」または「こうじくん」。福島県出身。血液型：B型。
- 高橋康宏（たかはし　やすひろ 1982年5月8日 - ） - ピアノ・コーラス担当。

愛称は「やすくん」または「やす」。千葉県出身。血液型：O型。身長：175cm。

## ディスコグラフィー

### シングル
|      | 発売日         | タイトル                         | 規格品番                    | 収録曲 | 備考                               |
| ---- | -------------- | -------------------------------- | --------------------------- | --- | ---------------------------------- |
| 1st  | 2004年5月19日  | 今まで何度も                     | SRCL-5743:CCCD SRCL-6105:CD | 1. 今まで何度も 2. 俺の一大事 〜ロック de ボン〜 3. なるほど | MASTERSIX FOUNDATION オリコン22位  |
| 2nd  | 2004年8月4日   | 君がいてくれてよかった           | SRCL-5766:CCCD SRCL-6110:CD | 1. 君がいてくれてよかった 2. 青くない 3. それだけでいい | MASTERSIX FOUNDATION オリコン68位  |
| 3rd  | 2005年4月6日   | 教科書                           | SRCL-5898                   | 1. 教科書 2. 重力に身を委ねます 3. ミサイル行進曲 | MASTERSIX FOUNDATION オリコン104位 |
| 4th  | 2005年10月26日 | 拝啓                             | SRCL-6061                   | 1. 拝啓 2. 種まく人 3. 特別じゃない 4. 拝啓〜あなたからの手紙ver.〜（Inst.） | MASTERSIX FOUNDATION オリコン86位  |
| 5th  | 2006年4月19日  | 今                               | SRCL-6264                   | 1. 今 2. 生きて 3. 声が聞こえる | MASTERSIX FOUNDATION オリコン112位 |
| 6th  | 2008年11月5日  | あきらめちゃ / 迷いながら        | MASSR-002                   | CD 1. あきらめちゃ 2. 迷いながら 3. 青春パンクでGo! DVD 1. あきらめちゃ（PV） | MASS RECORDS オリコン98位          |
| 7th  | 2009年12月20日 | 生きた証                         | MASSR-004                   | 1. 生きた証 2. 髪型とブーツ 3. ホドウキョウ（ライブ） 4. 三文字（ライブ） 5. 歩道橋にて（ライブ） | MASS RECORDS                       |
| 8th  | 2010年2月21日  | また会う日まで3                  | MASSR-005                   | 1. また会う日まで3 2. 心 3. キーポイント（ライブ） 4. 今会いたい（ライブ） 5. 君がいてくれてよかった（ライブ） 6. 教科書（ライブ） 7. 仲間のうた（ライブ） | MASS RECORDS                       |
| 9th  | 2010年8月11日  | 夢と現実のハザマに完璧は必要ない | DQC-542                     | CD 1. 夢と現実のハザマに完璧は必要ない 2. また会う日まで2（再録） 3. うきわ 4. 夢と現実のハザマに完璧は必要ない（instrumental） DVD 1. 夢と現実のハザマに完璧は必要ない（プロモーションビデオ） 2. オフショット〜アーティスト写真撮影編〜 3. オフショット～日本の心編～ 4. オフショット～PVメイキング編～ 5. おまけ | MASS RECORDS オリコン127位         |
| 10th | 2013年8月7日   | グッド・バイ                     | CRCP-10299                  | 1. グッド・バイ 2. フラワー 3. おもてのおもてはおもて | CROWN STONES オリコン165位         |
| 11th | 2015年11月18日 | 311/月面の花                     | MASSR-022                   | 1. 311 2. 月面の花 | MASS RECORDS オリコン113位         |

### 配信限定シングル
| 発売日         | タイトル   | レーベル     |
| -------------- | ---------- | ------------ |
| 2021年12月17日 | 拝啓       | MASS RECORDS |
| 2022年5月13日  | おはよう   | MASS RECORDS |
| 2022年10月14日 | スローオフ | MASS RECORDS |
| 2023年3月10日  | でかけよう | MASS RECORDS |

### アルバム
|      | 発売日         | タイトル                          | 規格品番                    | 収録曲 | 備考                                                                 |
| ---- | -------------- | --------------------------------- | --------------------------- | --- | -------------------------------------------------------------------- |
| 1st  | 2002年6月26日  | 教科書                            | POCE-2075 BWCP-1011         | 1. 教科書 2. その時僕は泣いたんだ 3. 愛の讃歌 4. 一人前 5. キーポイント 6. ブチュ×2 ロック 7. 君だけに届け 8. 片思ひ 9. 青春讃歌 10. 雑種(LIVE) | ブロー・ウィンド・レコード ※インディーズ・デビュー・ミニアルバム     |
| 2nd  | 2003年4月24日  | 仲間のうた                        | WINN-82127                  | 1. 仲間のうた 2. また会う日まで2 3. 別れた彼女 4. 頑張れじゃなくって 5. 雑種 6. かげの人 | Warner Indies Network                                                |
| 3rd  | 2004年9月23日  | 人間でよかった                    | SRCL-5807:CCCD SRCL-5987:CD | 1. 人と花 2. 今まで何度も（アルバムミックス） 3. 人のため 4. 天気のうた 5. 小学生の夏 6. 次の場所へ 7. 踊る独壇場 8. サイン 9. 君がいてくれてよかった 10. 信じてワルツ 11. このままじゃ このままでも 12. 幼少期 | MASTERSIX FOUNDATION オリコン73位                                    |
| 4th  | 2006年8月2日   | 最寄りの夢                        | SRCL-6388                   | 1. 花道 2. 教科書（アルバムミックス） 3. 拝啓 4. ニャン×2 5. なりふりかまわぬ恋 6. 過去形にしない 7. 同窓会 8. 特別じゃない 9. 最寄りの夢 10. 悲しみバター 11. 今（アルバムバージョン） 12. 「またね」と僕「さよなら」と君 13. 手紙 14. すっぴんブギー（スタジオライブ） 15. 悲しみのうた（スタジオライブ） | MASTERSIX FOUNDATION オリコン144位                                   |
| mini | 2008年2月6日   | 歩きまくり                        | MASSR-001                   | 1. 比べてごめんなさい 2. 究極のチャンス 3. OH YEAH 4. バニーガール 5. 優しさのうた | MASS RECORDS オリコン293位                                           |
| 5th  | 2008年12月3日  | 人間ダース                        | MASSR-003                   | 1. 迷いながら 2. 三文字 3. あきらめちゃ（アルバムミックス） 4. 冬がこない 5. 歩道橋にて 6. 無限になる 7. なりたがり 8. 青春パンクでGO! 9. 出会ったキセキ 10. イメージ 11. 僕らは僕らなりの僕らでいよう 12. ふるさと | MASS RECORDS オリコン185位                                           |
|      | 2010年11月6日  | Jerry                             | DQC-574                     | 1. 太陽の唄 2. かなしいことがあったなら 3. YOU 4. HEBO 5. あおぞら | BANANA MOON RECORDS 太陽族との相互カバーミニアルバム。 オリコン157位 |
| 6th  | 2010年11月17日 | あいたいあいて                    | DQC-588                     | 1. ピーチガール 2. 夢と現実のハザマに完璧は必要ない 3. 最高ジョニー 4. 髪型とブーツ 5. うきわ 6. 生きた証 7. 今会いたい 8. 頭悪い奴 9. 雨宿り 10. 心 11. 普通の人の悲痛な恋 12. また会う日まで | MASS RECORDS オリコン164位                                           |
|      | 2011年11月9日  | 教科書と仲間のうた                | DQC-791                     | 1. Disc 1 2. 教科書 3. その時僕は泣いたんだ 4. 愛の讃歌 5. 一人前 6. キーポイント 7. ブチュ×2ロック 8. 君だけに届け 9. 片想ひ 10. 青春讃歌 11. 雑種（live@京都MOJO） Disc 2 1. 仲間のうた 2. また会う日まで2 3. 別れた彼女 4. 頑張れじゃなくって 5. 雑種 6. かげの人 -未発表ボーナストラック- 1. また会う日まで 2. 拝啓〜唄Ver.〜 | MASS RECORDS オリコン114位                                           |
| mini | 2012年9月5日   | HOPE#                             | CRCP-40327                  | 1. 何度も君に恋をする 2. NO!タイムカード 3. いこうぜ 4. ニシジマ 5. キミノブブン 6. たとえそれがフィッシュストーリーだったとしても | CROWN STONES オリコン156位                                           |
| 7th  | 2013年10月23日 | マスト                            | CRCP-40351                  | 1. 最後の人生 2. つらいトゥナイト 3. グッド・バイ 4. ありがとう〜そういうだけ〜 5. T・O・M・A・R・A・N・A・I 6. いっせぇのーで! 7. はなせない 8. アサリ 9. 何度も君に恋をする 10. 天国の丘 11. いいよ 12. Hold me tight | CROWN STONES オリコン219位                                           |
|      | 2018年4月21日  | ROW ROW ROW the BOAT              |                             | 1. Low&Row 2. おっ讃歌 3. ライブハウス 4. 人間でよかった 5. 好きに生きたらええんじゃ 6. 欲しいもの 7. 言の葉 8. カンパーニュとミルク 9. 喫茶店ラブストーリー 10. 少年ヘッドライナー 11. 旅心 12. チーム 13. 心の行きたがる方向へ 14. 奇跡のミュージック | 高木芳基弾き語りアルバム                                             |
|      | 2018年11月25日 | おっ讃歌                          |                             | 1. おっ讃歌 2. コンニャクとハチミツ 3. 君が靴をくれた 4. 迷いながら (Live at PlanetK、吉祥寺、2018） 5. 天国の丘 (Live at PlanetK、吉祥寺、2018） 6. 喫茶店ラブストーリー (Live at PlanetK、吉祥寺、2018） 7. そもそもね (Live at PlanetK、吉祥寺、2018） 8. 真昼の夢 (Live at PlanetK、吉祥寺、2018） 9. コンニャクとハチミツ (Live at PlanetK、吉祥寺、2018） 10. キミノブブン (Live at PlanetK、吉祥寺、2018） 11. MC (Live at PlanetK、吉祥寺、2018） 12. 教科書 (Live at PlanetK、吉祥寺、2018） 13. バンド・オン・ザ・ラン (Live at PlanetK、吉祥寺、2018） |                                                                      |
| 8th  | 2020年3月4日   | 終わっちゃねぇだろ。              | MSSN-1002                   | 1. バンド・オン・ザ・ラン 2. 生きようぜ 3. チーム 4. おっ讃歌 5. コンニャクとハチミツ 6. 喫茶店ラブストーリー 7. そもそもね 8. 君が靴をくれた 9. 月面の花 10. だから僕は死なないようにしようと思う 11. ハウリング 12. マリー 13. 負けない花 14. 311 15. 教科書 16. 夢からさめたら | 武蔵野RECORDS オリコン227位                                          |
|      | 2020年5月16日  | YOUR SONGS 1.5                    |                             | 1. 道づれ〜限られた人生の時間を共に〜 2. 幸せの種 3. マリー 4. 誰かが誰かを想うこと 5. オモイデハルカ 6. 心くらいしかねぇじゃねぇか 7. ありがとう、ごめんなさい 8. 負けない花 9. 仲間のうた 10. 君がいてくれてよかった 11. キミノブブン 12. 拝啓（矢掛家ver） 13. スズノネ 14. I-YA 15. 春の陽 16. 月明 17. 強くなりたい |                                                                      |
|      | 2021年2月21日  | YOUR SONGS 1&2                    |                             | 1. 道づれ〜限られた人生の時間を共に〜 2. 幸せの種 3. マリー 4. 誰かが誰かを想うこと 5. オモイデハルカ 6. 心くらいしかねぇじゃねぇか 7. ありがとう、ごめんなさい 8. 負けない花 9. CHANGE! 10. ココロにハルを 11. スズノネ 12. I-YA 13. 月明 14. ゴミ 15. 強くなりたい（バンドアレンジ） 16. 春の陽 17. 進んだ。 |                                                                      |
| Best | 2021年2月13日  | 人様にお任せしマスBEST 2000-2020  |                             | 1. 特別じゃない2020 2. 今まで何度も2020 3. 花道2020 4. 天気のうた2020 5. アサリ2020 6. キミノブブン2020 7. 君がいてくれてよかった2020 8. 迷いながら 9. 三文字 10. 夢と現実のハザマに完璧は必要ない 11. 雑種 12. 仲間のうた 13. 一人前 14. あきらめちゃ 15. 教科書2020 |                                                                      |
| Best | 2022年1月30日  | 人様にお任せしマスBEST2 2000-2021 |                             | 1. キーポイント2021 2. 今2021 3. 拝啓 4. 悲しみのうた2021 5. 最寄りの夢2021 6. 僕らは僕らなりの僕らでいよう 7. 歩道橋にて 8. このままじゃこのままでも2021 9. チーム 10. うきわ 11. 比べてごめんなさい 12. 何度も君に恋をする2021 13. 月面の花 14. たとえそれがフィッシュストーリーだったとしても2021 15. 選んだ。 16. バンド・オン・ザ・ラン 17. 最寄りの人 18. おはよう |                                                                      |
|      | 2022年8月21日  | おはようEX                        |                             | 1. おはよう 2. 今2021 3. おっ讃歌 4. 生きようぜ 5. いいよ 6. 夢と現実のハザマに完璧は必要ない 7. 三文字 8. 月面の花 9. 君がいてくれてよかった2020 10. たとえそれがフィッシュストーリーだったとしても2021 11. 拝啓 12. 教科書2020 13. 宜しく候 14. 凪 15. 今まで何度も2020 |                                                                      |

### DVD
| 発売日       | タイトル                             | 規格品番 | 備考     |
| ------------ | ------------------------------------ | -------- | -------- |
| 2007年5月1日 | 吉祥寺弾丸革命Vol.10                 | SMW0020  | 販売終了 |
| 2009年6月1日 | シブクアのシロクマ                   | MAS064   | 販売終了 |
| 2011年1月1日 | シモヤネのドブネズミ                 | MAS009   | 販売終了 |
| 2011年9月1日 | 井の頭線カタパルト                   | MAS010   | 販売終了 |
| 2012年1月1日 | トム&ジェリーツアー2011              |          | 販売終了 |
| 2012年1月1日 | 代官山UNITワンマン〜10歳のお誕生日〜 | MASSR014 | 販売終了 |

### 参加作品
| 発売日         | タイトル                            | 規格品番            | 収録曲                     |
| -------------- | ----------------------------------- | ------------------- | -------------------------- |
| 2003年03月15日 | THE 青春PUNK/ROCK                   | STCR-22             | 17.教科書                  |
| 2003年4月2日   | THE BLUE HEARTS SUPER TRIBUTE       | CRCP-40032          | 6.街                       |
| 2003年08月20日 | E.V.Junkie                          | SRCL-5597 SRCL-5599 | 8. 仲間のうた              |
| 2003年11月08日 | 2003年08月20日                      | DJCN-10004          | 2.教科書                   |
| 2003年12月24日 | BOØWY Respect                       | FLCF-3994           | 7.DREAMIN'                 |
| 2004年06月30日 | E.V. Junkie 2〜GuitarRocking〜      | SRCL-5717 SRCL-5719 | 5. 今まで何度も            |
| 2004年07月22日 | STREET ROCK FILE THE BEST 2         | MECR-2010           | 1.仲間のうた（Radio Edit） |
| 2004年11月17日 | NARUTO -ナルト- Best Hit Collection | SVWC-7210           | 9.今まで何度も             |

## ミュージックビデオ
| 監督         | 曲名                                               |
| MCY@マッチャ | 「夢と現実のハザマに完璧は必要ない」               |
| 下原久美子   | 「仲間のうた」                                     |
| スミス       | 「君がいてくれてよかった」「今まで何度も」「拝啓」 |
| 高槻純       | 「あきらめちゃ」                                   |
| 福居英晃     | 「今」                                             |
| 村山和也     | 「グッド・バイ」                                   |
| 山根真樹     | 「何度も君に恋をする」                             |

## タイアップ一覧

### テレビ
- 今まで何度も

テレビ東京系『NARUTO -ナルト-』5代目エンディングテーマ（2004年4月 - 2004年7月）
フジテレビ系『ELVIS』Recommend
- 君がいてくれてよかった

日本テレビ系『AX MUSIC-TV』パワープレイ（2004年7月28日 - 2004年8月11日）
- グッド・バイ

テレビ朝日系金曜ナイトドラマ『警部補 矢部謙三2』主題歌（2013年7月5日 - 2013年8月30日）

### ラジオ
- 拝啓

TOKYO FM系『やまだひさしのラジアンリミテッドDX』内で、普段言えない親へのメッセージを募集し、優秀者をライブに招待した（2005年10月末）

## メディア出演
テレビ
- ラヴィット!（2023年7月3日、TBSテレビ）

## 主なライブ

### ワンマンライブ・主催イベント
- 2010年12月18日 - 2011年3月6日 - ザ・マスミサイル レコ発ツアー2010〜2011「あいたいあいてにあいにいけ!」
- 2012年11月9日 - 21日 - ザ・マスミサイルTOUR2012「HOPE STEP #」
w/太陽族/FUNKIST/GOLDEN AGE/MOLE HILL/THE SHAM/カラーボトル/天ノ邪鬼/鶴
- 2012年12月15日 - 20日 - ザ・マスミサイル東名阪ワンマン2012 Hope to HOPE#
- 2016年5月29日 - ザ・マスミサイル単独ライブ2016『特に理由はないけどワンマンな』
- 2016年7月2日 - 久しぶりだし京都好きやしワンマンな アコースティックワンマン
- 2016年7月3日 - 久しぶりだし京都好きやしワンマンな バンドスタイルワンマン
- 2017年8月21日 - ザ・マスミサイル単独ライブシリーズ2017「次の場所へvol.5」
福岡DRUM SON w/vivid undress